# Chrysococcyx
Chrysococcyx és un gènere d'ocells de la família dels cucúlids (Cuculidae).

## Llista d'espècies
Segons la Classificació del Congrés Ornitològic Internacional (versió 7.3, 2017) aquest gènere està format per 13 espècies. amb una distribució que va des d'Àfrica fins Australàsia. Modernament altres autors situen les espècies d'Austràlia i Nova Guinea al gènere Chalcites:
- cucut maragda pitblanc (Chrysococcyx caprius).
- cucut maragda ventregroc (Chrysococcyx cupreus).
- cucut gorjagroc (Chrysococcyx flavigularis).
- cucut maragda de Klaas (Chrysococcyx klaas).
- cucut maragda asiàtic (Chrysococcyx maculatus).
- cucut violaci (Chrysococcyx xanthorhynchus).
- cucut bronzat de Horsfield (Chalcites basalis) o (Chrysococcyx basalis).
- cucut bronzat garser (Chalcites crassirostris) o (Chrysococcyx minutillus crassirostris).
- cucut bronzat lluent (Chalcites lucidus) o (Chrysococcyx lucidus).
- cucut becllarg (Chalcites megarhynchus) o (Rhamphomantis megarhynchus).
- cucut maragda d'orelles blanques (Chalcites meyeri) o (Chrysococcyx meyeri).
- cucut bronzat menut (Chalcites minutillus) o (Chrysococcyx minutillus).
- cucut bronzat de pit cremós (Chalcites osculans) o (Chrysococcyx osculans).
- cucut bronzat cara-rogenc (Chalcites ruficollis) o (Chrysococcyx ruficollis).